# جودیت وود
جودیت وود (انگلیسی: Judith Wood; ۱ اوت ۱۹۰۶ – ۶ آوریل ۲۰۰۲) بازیگر اهل ایالات متحده آمریکا بود. وی بین سال‌های ۱۹۲۹ تا ۱۹۵۰ میلادی فعالیت می‌کرد.

## ابتدای زندگی
او دختر کاریکاتوریست معروف، مرل جانسون و متولد نیویورک بود.
وود در اواخر دهه ۱۹۲۰ به هالیوود نقل مکان کرد تا حرفه بازیگری را در آنجا ادامه دهد. وی به مدت یک سال در کالج اسکیدمور در رشته هنل تحصیل کرد و سپس همراه مادرش به پاریس سفر کرد تا در آنجا دو سال به تحصیل رشته هنر بپردازد. او علاوه بر یادگیری هنر، در طول اقامتش در پاریس نیز بر زبان فرانسوی تسلط یافت.
وی پس از بازگشت به نیویورک، مدلی برای تصاویر مجله‌ها و تبلیغات تئاتر شد.
او نامش را از هلن جانسون به جودیت وود تغییر داد و اولین بار این نام را در The Vice Squad استفاده کرد.

## حرفه
او حرفه بازیگری را با فیلم جویندگان طلای برادوی در سال ۱۹۲۹ شروع کرد. او در چهار فیلم اولش از نام تولدش یعنی هلن جانسون استفاده کرد. او در فیلم It Pays to Advertise با کارول لمبارد همبازی شد. این آخرین فیلمی بود که او از نام هلن جانسون استفاده کرد و بعد از این فیلم، او در فیلم‌هایش از نام هنری جودیت وود استفاده نمود.
او یکی از ۱۳ دوشیزه ای بود که برای کمپین تبلیغاتی WAMPAS Baby Stars انتخاب شد و در این کمپین با ماریان مارش و کارن مورلی و باربارا ویکز رقابت کرد.
وود در سال ۱۹۳۱ در شش فیلم بازی کرد و بعد از آن شش فیلم، حرفه بازیگری او در زندگی‌اش کم رنگ تر شد. همچنین او در سال ۱۹۳۱ در سانحه تصادف اتومبیل شخصیش مجروح شد و ماه‌های زیادی را برای درمان گذراند.
او به عنوان کیتی پاکارد برای ایفای نقش در فیلم شام در شب انتخاب شده بود اما در نهایت این نقش به جین هارلو رسید. در سال ۱۹۳۴ به او تنها سه نقش در فیلم‌ها رسید که یکی از آنها بی‌اعتبار بود (نامش در فیلم آورده نشد و در تیتراژ ابتدا و پایانی فیلم اشاره ای به او نشد). در سال ۱۹۳۶ و ۱۹۳۷ او در دو فیلم نقش کوچک اما شناخته شده‌ای داشت و تا سال ۱۹۴۱، نقشی دریافت نکرد. آخرین فیلمی که او در آن ایفای نقش کرد و در تیتراژ فیلم اشاره ای به نامش نشد، فیلم جنگل آسفالت محصول سال ۱۹۵۰ بود.

## زندگی شخصی
در ۱۷ مارس سال ۱۹۳۹، وود با پرسیوال کریستوفر در توکیو ازدواج کرد.

## سال‌های پایانی و مرگ
او پس از ازدواجش از بازیگری کناره‌گیری کرد اما در لس آنجلس باقی عمرش را گذراند. او سرانجام در سال ۲۰۰۲ بر اثر مرگ طبیعی در لس آنجلس درگذشت.

## گزیده فیلم‌شناسی
زن مطلقه
فرزندان لذت
 جنگل آسفالت